# Буньяра
Буньяра (італ. Bugnara) — муніципалітет в Італії, у регіоні Абруццо, провінція Л'Аквіла.
Буньяра розташована на відстані близько 115 км на схід від Рима, 55 км на південний схід від Л'Акуїли.
Населення — 1142 особи (2014).
Щорічний фестиваль відбувається 4 та 5 вересня. Покровитель — San Magno e San Vittorino.

## Демографія
Населення за роками:

Станом на 1 січня 2023 року в муніципалітеті офіційно проживало 49 іноземців з 12 країн, серед них 11 громадян країн Євросоюзу та 2 громадяни України.

## Сусідні муніципалітети
- Анверса-дельї-Абруцці
- Кокулло
- Інтродаккуа
- Прецца
- Сканно
- Сульмона